# Antonio Arias Bernal
Antonio Arias Bernal (Aguascalientes, 10 maggio 1913 – Città del Messico, 30 dicembre 1960) è stato un fumettista messicano.
Dopo un primo periodo di studi ad Aguascalientes, ottenne una borsa di studio per frequentare l'Academia de San Carlos, dove si fece notare come studente brillante. Iniziò contemporaneamente a lavorare come caricaturista per varie riviste (El Hogar, Vea, México al Día e Todo), con il nome d'arte de El Brigadier.
Successivamente, collaborò con il quotidiano Excélsior e con quelli del gruppo editoriale facente capo a José García Valseca. È considerato uno dei tre caricaturisti messicani più importanti della prima metà del XX secolo, assieme ad Abel Quezada ed Ernesto García Cabral.

## Premi
- Premio Maria Moors Cabot: 1952[1]